# Jiquilpan, Chiapas
Jiquilpan är en ort i Mexiko.   Den ligger i kommunen Acapetahua och delstaten Chiapas, i den sydöstra delen av landet, 800 km sydost om huvudstaden Mexico City. Jiquilpan ligger 39 meter över havet och antalet invånare är 1 119.
Terrängen runt Jiquilpan är platt söderut, men norrut är den kuperad. Runt Jiquilpan är det ganska tätbefolkat, med 60 invånare per kvadratkilometer. Närmaste större samhälle är Acacoyahua, 7,7 km öster om Jiquilpan. Omgivningarna runt Jiquilpan är en mosaik av jordbruksmark och naturlig växtlighet.